# Roodwangstekelstaart
De roodwangstekelstaart (Cranioleuca erythrops) is een zangvogel uit de familie Furnariidae (ovenvogels).

## Verspreiding en leefgebied
Deze soort komt voor van Costa Rica tot westelijk Ecuador en telt drie ondersoorten:
- C. e. rufigenis: Costa Rica en westelijk Panama.
- C. e. griseigularis: oostelijk Panama en westelijk en centraal Colombia.
- C. e. erythrops: westelijk Ecuador.

## Status
De grootte van de populatie is in 2019 geschat op 50.000-500.000 volwassen vogels. Op de Rode lijst van de IUCN heeft deze soort de status niet bedreigd.